# Postulat Abbego
Postulat Abbego – warunek poprawnej konstrukcji przyrządów do pomiaru długości. Mówi, że mierzona długość i mierzący ją wzorzec muszą leżeć na jednej prostej. Przyrządy o konstrukcji nie spełniającej tego postulatu mogą dawać błędne pomiary.